# تانكرد (رواية)

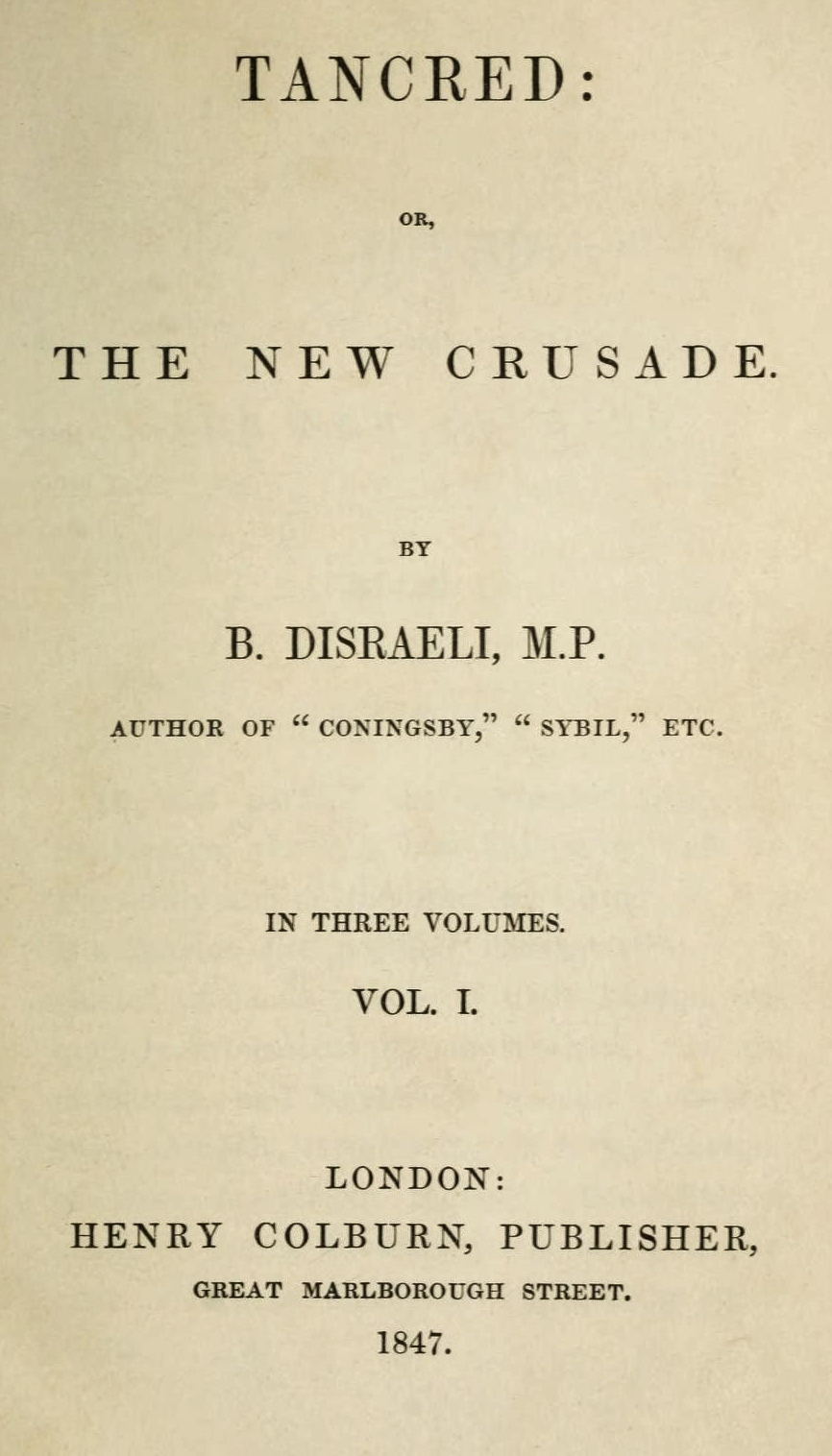
صفحة عنوان الطبعة الأولى

تانكرد؛ أو الحملة الصليبية الجديدة (1847) هي رواية بقلم بنيامين دزرائيلي، نشرها هنري كولبورن لأول مرة في ثلاثة مجلدات. وهي مع كُنِنْجْسْبي (1844) وسيبيل (1845) تمثّل سلسلةً تُسمّى أحيانًا ثلاثية إنجلترا الفتاة. وهي تشترك في عدد من الشخصيات مع الروايات السابقة، لكنها على عكسها لا تهتم بالحالة السياسية والاجتماعية في إنجلترا بقدر اهتمامها بموضوع ديني بل حتّى صوفي: وهو مسألة التوفيق بين اليهودية والمسيحية، وولادة الكنيسة من جديد بوصفها قوة تقدمية. 

## ملخص
يبدو أن اللورد تانكرد مُنْتَاكِيُت Lord Tancred Montacute، بطل الرواية الشاب المثالي، مُقَدّرٌ له أن يعيش حياة فرد عادي من الطبقة الحاكمة البريطانية. لكنّه بدلاً من ذلك يترك والديه ويتتبع خطوات أسلافه الصليبيين إلى الأرض المقدسة، غيرَ راضٍ عن حياته في مرافق لندن العصرية، على أمل "اختراق اللغز الآسيوي العظيم"  وفهم جذور المسيحية. فيلتقي بإيفا الجميلة، ابنة التاجر اليهودي، وينخرط في المكائد السياسية لأخيها بالتبني، الأمير اللبناني اللامع فخر الدين. وبتحريض من فخر الدين، يُختطف تانكرد ويُحتجَز، لكن يُسمح له بزيارة جبل سيناء. ثم يرى رؤيا لملاك يخبره أنه يجب أن يكون نبي "عقيدة المساواة الثيوقراطية السامية والمعزية"،  وهو مفهوم تركه دزرائيلي مبهمًا بعض الشيء. ثم يمرض تانكرد، ويُطلق سراحه بإلحاح من إيفا، التي تمرّضه إلى يَصِحّ. وتعلمه عن أمجاد حضارة البحر الأبيض المتوسط وفضل اليهودية على المسيحية. فيطلب تانكرد، المُتيّم بإيفا والمؤمن بأنها على حق، الزواج منها، لكن الحُب يُقطع عندما يظهر والداه ليستعيدا ابنهما ويعيدانه إلى إنجلترا.
وقد لاحظ النقاد أن شخصية فخر الدين في الرواية تُجلّي كاشفةً شخصية دزرائيلي الحقيقية. وتساءلوا عما إذا كان صُدفةً أن يكون هوس تانكرد بالشرق وحملته الصليبية لإنشاء إمبراطورية جديدة يُنذر بإمبريالية دزرائيلي نحو الهند والإمبراطورية العثمانية في سبعينيات القرن التاسع عشر الميلادي. 

## حواشي
1. ↑  John Sutherland  [لغات أخرى]‏ The Stanford Companion to Victorian Fiction (Stanford: Stanford University Press, 1989) p. 619; Andrzej Diniejko "Benjamin Disraeli and the Two Nation Divide" at Victorian Web؛ Dominic Head (ed.) The Cambridge Guide to Literature in English (Cambridge: Cambridge University Press, 2006) p. 1092; Dinah Birch (ed.) رفيق أكسفورد للأدب الإنجليزي (Oxford: Oxford University Press, 2009) p. 975. نسخة محفوظة 2023-04-06 على موقع واي باك مشين.
2. ↑  Benjamin Disraeli Venetia; Tancred (London: Frederick Warne, 1866) p. 118.
3. ↑  Benjamin Disraeli Venetia; Tancred (London: Frederick Warne, 1866) p. 205.
4. ↑  J.P. Parry, "Disraeli, the East and religion: Tancred in context." English Historical Review 132.556 (2017): 570-604.

## قراءة أوسع
- كوناري، جنيفر. “‘الحلم بنهاية بعيدة المنال: تانكرد دزرائيلي وفشل الإصلاح. الأدب والثقافة الفيكتورية 38.1 (2010): 75-87 رقمية.
- كالمار، إيفان ديفيدسون. "بنيامين دزرائيلي، المستشرق الرومانسي." دراسات مقارنة في المجتمع والتاريخ 47.2 (2005): 348-371. رقمية.
- ليفين، ريتشارد أ. “تانكرد دزرائيلي و”اللغز الآسيوي العظيم‘.” الأدب المُتخيّل القرن التاسع عشر 22.1 (1967): 71-85.
- باري، جي بي "دزرائيلي والشرق والدين: تانكرد في سياقها." English Historical Review 132.556 (2017): 570-604. doi.org/10.1093/ehr/cex138.

## روابط خارجية
- طبعة رقمية على مشروع جوتنبرج.
- طبعة رقمية على كتب جوجل.